# Eupterote dulcinea
Eupterote dulcinea är en fjärilsart som beskrevs av Swinhoe 1901. Eupterote dulcinea ingår i släktet Eupterote och familjen Eupterotidae. Inga underarter finns listade i Catalogue of Life.